# Марія (ураган)
Ураган «Марія» (англ. Hurricane Maria) — руйнівний ураган 5 категорії, який спустошив північно-східну частину Карибського басейну у вересні 2017 року, зокрема Домініку, Сент-Круа та Пуерто-Рико. Це вважається найгіршим стихійним лихом в історії, яке вплинуло на ці острови. Найінтенсивніший тропічний циклон у світі в 2017 році, Марія найсмертоносніший ураган в Атлантиці з часів Мітча в 1998 році, і є десятим найінтенсивнішим ураганом в Атлантиці в історії. Загальні грошові втрати оцінюються в понад 91,61 мільярда доларів (2017 доларів США), в основному в Пуерто-Рико, що робить його третім найдорожчим тропічним циклоном в історії.
Це сьомий ураган і другий ураган 5 категорії надзвичайно активного сезону атлантичних ураганів 2017 року. Ураган «Марія» розвинувся з тропічної хвилі 16 вересня 2017 року, ставши третім потужним атлантичним ураганом за два тижні (після ураганів «Ірма» і «Хосе»).

## Хід подій
19 вересня 2017 року ураган викликав катастрофічні руйнування на острові Домініка, який опинився в його епіцентрі. Більше 90 % будівель на острові було пошкоджено або зруйновано. Також постраждали Гваделупа, Мартиніка та острів Санта-Крус (Віргінські острови).
Вранці 20 вересня ураган досяг Пуерто-Рико. Його сила до того часу зменшилася до 4 категорії. За день до цього керівництво другого за величиною в світі радіотелескопа «Аресібо» в Пуерто-Рико ухвалило рішення тимчасово припинити його роботу. Буревій зламав 29-метрову антену радіотелескопа, її уламки пошкодили головне дзеркало. «Марія» став найсильнішим ураганом, що пройшов островом після урагану «Окічобі» 1928 року. Ураган викликав сильні повені і руйнування. На всій території Пуерто-Рико відключилася електрика і занепала система зв'язку. Без електрики залишилися 3,4 млн осіб. Губернатор Пуерто-Рико Рікардо Роселло заявив, що «на відновлення електропостачання будуть потрібні місяці». Президент США Дональд Трамп заявив про намір відвідати постраждалий від урагану острів.
Після проходження над Пуерто-Рико сила урагану зменшилася до 2 категорії, але потім зросла до 3 категорії. 21 вересня ураган пройшов на північ від острова Гаїті, а 22 вересня обійшов стороною острови Теркс і Кайкос.

## Наслідки
За даними на 23 вересня загинуло щонайменше 55 осіб: Домініка — 25, Пуерто-Рико — 21, Гваделупа — 3, Республіка Гаїті — 3, Домініканська Республіка — 2, Американські Віргінські острови — 1.
Ураган Марія суттєво пошкодив радіотелескоп Аресібо, розташований у Пуерто-Рико.